# 小叶六道木
小叶六道木（学名：Abelia parvifolia）是忍冬科六道木属的植物，为中国的特有植物。分布在中国大陆的湖北、福建、甘肃、云南、陕西、贵州、四川等地，生长于海拔240米至2,000米的地区，常生于路边、草坡、岩石、林缘以及山谷，目前尚未由人工引种栽培。